# Tallbarrmurkling
Tallbarrmurkling (Heyderia pusilla) är en svampart som först beskrevs av Alb. & Schwein., och fick sitt nu gällande namn av Heinrich Friedrich Link 1833. Enligt Catalogue of Life ingår Tallbarrmurkling i släktet Heyderia,  och familjen Hemiphacidiaceae, men enligt Dyntaxa är tillhörigheten istället släktet Heyderia,  och familjen Helotiaceae. Arten är reproducerande i Sverige. Inga underarter finns listade i Catalogue of Life.